# Szőke József
Szőke József (Nyitranagykér, 1928. szeptember 16. – 2010. október 24.) szlovákiai magyar író, szerkesztő, bibliográfus, művelődésszervező, a szlovákiai magyarság jeles közéleti személyisége.

## Élete
Budapesten érettségizett, majd 1951–55-ben a Szlovák Egyetem Pedagógia Karának magyar–történelem szakos hallgatója volt. 1952-től 1969-ig az Új Ifjúság lap főszerkesztője. 1969-ben politikai okokból megvonták publikálási jogát. 1969-70 között a Csemadok vezető titkára volt, 1970-72 között a Hét szerkesztője, 1972-től 1990-ig a Csemadok központi levél- és könyvtárosa volt.
Az ötvenes évek elején kapcsolódott be az újjászülető kulturális életbe. A hatvanas években írt regénye Katicabogár címen jelent meg. Később sikeres meséket írt Aiszóposz, a magyar népmese, az állatmese modorában. Életművének csúcsa a csehszlovákiai magyar irodalom válogatott bibliográfiájának (1945–1985) összeállítása. Tagja volt a Szlovákiai Magyar Írók Társaságának.
Vajkán helyezték örök nyugalomra.

## Díjak, elismerések
- Fábry Zoltán-díj
- Posonium Életműdíj

## Művei
- Az asszony vár. Elbeszélések; Szlovákiai Szépirodalmi Kiadó, Bratislava, 1959
- Katicabogár. Egy leány naplójából; SVKL, Bratislava, 1964
- A csehszlovákiai magyar irodalom válogatott bibliográfiája I. köt. 1945–1960 (1982)
- A csehszlovákiai magyar irodalom válogatott bibliográfiája II. köt. 1961–1970 (1985)
- A csehszlovákiai magyar irodalom válogatott bibliográfiája III. köt. 1971–1980 (1986)
- A csehszlovákiai magyar irodalom válogatott bibliográfiája IV. köt. 1981–1985 (1990)
- A síró hóember (1985)
- A napraforgóvá változott lány (1989)
- Nagykér (monográfia, 1993)
- Ki kicsoda Kassától Prágáig? (1993)
- A hencegő nyúl (1995)
- Csomó a szivárványon (1997)
- Katicabogár. Egy leány naplója és más elbeszélések; Madách-Posonium, Pozsony, 2003
- Csatangoló. Történelmi séták Szlovákia legszebb tájain; Lilium Aurum, Dunaszerdahely, 2005